# 블레임
블레임(Blame!)은 일본의 작가인 니헤이 쓰토무가 그린 공상과학 장르의 만화로, 1998년 첫 단행본을 발행했으며 2003년 10권을 마지막으로 완결되었다. 2003년에는 6편으로 나뉜 애니메이션으로 제작되었는데, 2007년 DVD를 발행하면서 7번째 에피소드를 추가하였다

## 줄거리
주인공 키리이(Killy)는 끝없이 펼쳐진 몇천 층이나 되는 거대한 구조물 속에서 감염되기 전의 네트 단말 유전자를 가진 인간을 찾아 여행한다. 그는 '중력자 방사선 사출장치'(권총 모양이다)라는 강력한 무기를 가지고 있으며, 등록코드와 감정코드가 제거된 세이프 가드이다. 네트스피어에 접속할 수 있는 네트 단말 유전자를 가진 인간을 찾아 세계를 '카오스'상태에서 구제하는 것이 그의 임무이며 그 외의 과거 기억은 말소된 것으로 보인다. 만화의 배경이 되는 기저현실의 몇 천 층이나 되는 구조물은 '건설자'들에 의해 기하급수적으로 증식되어 현재는 그 규모조차 알 수 없는 상태에 있으며 이것을 멈출 수 있는 것은 오직 네트 단말 유전자를 가진 인간의 명령 뿐이다. 또한 네트 단말 유전자를 가지지 않은 인간이 네트스피어에 접속할 경우 불법 거주자로 간주하고 제거하는 것이 임무인 '세이프가드'가 '규소생물'들에 의해 감염된 인간들을 제거하는 행동을 막는 것도 네트 단말 유전자를 가진 인간만이 할 수 있다. 그는 세상의 '카오스'(chaos) 상태를 유지하기 위해 네트 단말 유전자를 가진 인간을 감염시키며 통치국과 세이프 가드와 대립하고 있는 '규소생물'에게 끊임없는 방해를 받게 되는데, 이 와중에 그는 기저현실의 폐기계층에서 '생전사'의 주임과학자였던 시보를 만나게 되고 그 이후 시보는 키리이와 동행하게 된다.

## 세계관
블레임의 세계관은 매우 모호하다. 작가인 니헤이 쓰토무는 만화 속에서 세계관이나 주인공들에 대한 자세한 정보를 전혀 주지 않고 있다. 독자들은 단지 만화 내용 상에 보이는 몇몇 용어들에서부터 전체적인 이야기 내용과 세계관을 추론해내야 한다. 
만화 상에서는 세계를 '카오스(chaos)'상태의 '기저 현실(基底現實)'로 부르고 있다. 이 때에는 인간이 지녔던 기본적인 지식(문자 기술 등)이 모두 퇴화된 상태이며, 인간들 역시 종족이 여럿 나뉘어 있는 것으로 추정된다. (건인/乾人, 규소생물/珪素生物 등) 세계는 '초구조체(超構造體)'라 불리는 거대한 구조물로 뒤덮여있는데, 이 구조물은 몇천 개나 되는 층이 있고 초구조체를 경계로 크게 나뉘는 구역은 '계층(階層)'이라 불린다. 초구조체는 '건설자(建設者)'들에 의해 계속해서 증식되고 있으며 '네트 단말 유전자(Net terminal genes)'를 가진 인간의 명령이 없는 한 계속해서 초구조체를 성장시킨다. '네트 스피어(Net Sphere)'는 네트 단말 유전자를 가진 인간이 접속할 수 있는 디지털 공간을 의미하는데, AI집단인 '통치국(統治局)'이 지배하고 있으며, 그 하드웨어는 초구조체에 필라멘트로 매설되어 있는 것으로 보인다. 이때 '세이프 가드(Safe guard)'는 네트 단말 유전자를 갖고 있지 않은 인간이 네트 스피어에 접속할 경우 불법 거주자로 간주, 제거하는 것이 방침이다. 통치국에서도 간섭할 수 없는 조직이며 초구조체가 있는 곳이라면 어디서든 전송, 출현이 가능하다. 그들은 감염된 인간만이 아니라 규소생물도 제거 대상으로 여기고 있다.

## 등장인물

### 주연

#### 키리이
블레임의 주인공이다. 상당히 말이 없는 그는 기저현실의 초구조체를 여행하며 네트 단말 유전자를 가진 인간을 찾아 여행한다. 중력자 방사선 사출장치(제 1종 임계불측병기)를 갖고 있으며 세이프 가드이지만 등록코드나 감정코드가 제거되었다. 보통 인간이 쓰기 무리인 중력자 방사선 사출장치를 사용하거나 회복력이 빠른 것으로 보아, '카오스' 상태를 종식시키는 것이 목표인 통치국에서 만들어낸 밀사로 추정된다. 상위 세이프 가드인 사나칸에 의해 수복된 이후 망막에 나타나는 문자를 해독할 수 있게 되며, 세이프 가드만큼 강력한 힘을 지니게 된다. 

#### 시보
키리이와 동행하게 되는 히로인. 기저현실의 '폐기계층'(세이프가드나 통치국이 간섭하지 않는 버려진 구역)에서 과학자 집단인 '생전사(生電社)'의 주임과학자로 네트 단말 유저자를 합성해서 네트스피어에 접속했던 적이 있었으나, 실패하여 세이프 가드에 의해 모든 설비가 소멸되었다. 생체공학에 광적일 정도로 집착하는 총독에게 대항하다가 지하에 구금되는 처벌을 받았다. 키리이에게 발견되어 그와 함께 여행하게 된다. 여행 도중 그녀는 여러 번 육체를 바꾸거나 죽었다 살아나기를 반복하는데, 이로 보아 그녀는 인간이라기보다는 의지를 지닌 백업데이터라고 짐작된다. 그녀는 보안 시스템을 해킹하여 정보를 모으기도 하며, 키리이보다는 말이 많은 편이다.

### 세이프 가드
세이프 가드는 크게 상위 세이프 가드와 하위 세이프 가드로 나뉜다. 하위 세이프 가드 중 작품 상 자주 등장하는 '구제계(驅除系)' 같은 경우 자아를 갖고 있지 않으며 상부의 명령에 따라 움직인다. 상위 세이프 가드는 자아를 가지고 있다.
도시의 '백신'에 해당하는 조직이며 'OS'에 해당하는 통치국과는 독립되어 있어 통치국은 크게 관여하지 못한다. 본래는 도시와 넷스피어의 치안을 담당해야 하지만 보호대상이 '넷단말유전자'를 소유한 정규접속자로 제한되어 있고 그 이외의 인간들은 '불법거주자'로서 적극적으로 제거한다는 방침을 가지고 있다. 하지만 '재앙'으로 인해 도시는 카오스에 빠지고 정규접속자가 없어지고 말았다. 그로 인해 세이프가드는 인류의 수호자로서 조직되었지만 남은 인류가 그들의 기준에서는 '불법거주자'이기에 인간들을 학살하는 존재들이 되고 말았다. 이를 막기 위해서는 '넷단말유전자'의 소지자에 의한 넷스피어에의 정규접속이 이뤄져서 세이프가드에게 새로운 명령을 내릴 필요가 있기에 키리이와 통치국은 '넷단말유전자'를 찾기위해 노력하고 있는 것이다.

#### 사나칸
만화상 짧게 등장하는 단발머리 소녀의 모습의 상위 세이프 가드로, 키리이를 세이프 가드로 되돌리기 위해 미소구성체를 주입한다. 그러나 그가 세이프 가드의 통제를 받지 않자 그를 파기하려 한다. 키리이와 같은 무기인 중력자 방사선 사출장치를 갖고 있고 거대한 세이프 가드를 움직이며 수백의 '구제계'를 통솔, 원소변성도 자유자재로 할 수 있다. 감염된 인간 '전기어사'들을 말살하는 데에 상당히 관심을 갖고 있다. 사나칸은 세 가지 모습으로 등장하는데, 하나는 소녀의 모습으로 인간 사회에 잠입하여 기습하기 위함이다. 두 번째는 세이프 가드의 모습이고 세 번째는 휴머노이드 여성의 모습이 있다. 만화에 의하면 사나칸이 세이프 가드의 모습일 경우 그녀의 자아는 중앙 세이프 가드에 의해 통제되게 되는 것으로 보인다. 그녀는 이후 시보와 코어를 지키는 임무를 맞게 되며 규소생물에 의해 한번 죽임을 당한다. 이후 다시 기저현실로 무리하게 나타나 규소생물에게서 시보(레벨9 세이프가드상태)를 지켜내지만 레벨9를 제거하기 위해 나타난 상위구제계에게 패배한다. 뒤늦게 나타난 키리이마저 위기에 처하자 상위구제계의 공격으로부터 키리이와 레벨9의 구체만을 간신히 구해내고 자신은 산화한다.(잘못된 설명 부분 : 사나칸이 세가지 모습으로 등장한다는 부분에서 잘못 설명된 부분이 있음. 사나칸은 세이프가드이지만 중간에 시보의 정신이 사나칸의 육체로 전송되는 사건이 있다. 그로인해서 사나칸의 정신은 봉인된다.)

#### 도모체프스키
'임시 세이프 가드'이다. 네트 스피어의 기능이 정상이 되기 전에 침입한 규소생물에 의해 중앙 세이프 가드와의 연결이 끊어져 자아를 가지고 살아간다. 파트너인 이코와 함께 정상적인 세이프 가드가 되길 원하고 있다.

#### 이코
도모체프스키의 파트너로 유령과 같은 모습을 하고 있다. 어린이의 모습이며 상당한 기계언어 지식을 소유하고 있다.

### 규소 생물

#### 아아뷔&메이브
인간을 쫓아 '동아중공'에 침입한 규소생물이다. 동아중공의 운영체제인 '메인서버'와 싸우며 자존심이 세고 상당히 호전적인 성격을 갖고 있다.

#### 다퓌네르 린베가
도모체프스키와 이코를 중앙 세이프가드에게서 격리시킨다.
매우 길고 크며 뾰족뾰족하고 얼굴도 전형적인 니헤이식 하얀 해골바가지 인데 단편집인 블레임 학원!에서 나타난 바 무려 성별이 여자이다.

#### 스치프
도모체프스키에게 큰 상처를 입힌 규소생물. 다른 규소생물과는 다르게 전신 사이보그화되어있다. 규소생물도 일단은 '생물'이지만 그의 신체는 완전히 기계로 이루어져있다.

#### 프셀
매우 강한 규소생물로, 여성의 모습을 하고 있다.

#### 블론
거대한 몸을 가진 규소생물체. 키리이의 중력자 방사선 사출장치에 맞아 죽게 된다.

### 기타 조연들

#### 야끼
오랜 시간을 살아온 인간으로 젊은 여인의 모습이지만 신체기능은 거의 없다. 쿠모이와 함께 여행을 하던 도중 키리이와 만나게 된다.

#### 쿠모이
젊은 남자로 야끼와 함께 여행 중 키리이를 만나게 된다. 야끼를 살리기 위해 키리이를 '치료자'라고 그녀에게 속이지만 후에 규소생물에 의해 죽게 된다.

#### 메인 서버
동아중공의 제 8공동 운영체제로 인간의 얼굴과 기계의 몸을 지니고 있다. 동아중공 내에서 시공간적인 전송을 시키는 게 가능하다. 자존심이 강하며 인간인 세우와 8공동의 주인, 그리고 다른 인간들을 지키기 위해 노력한다. 운영체제이지만 AI로 자아와 감성을 갖고 있다.

#### 세우
인간 남성으로, 규소생물이 뿌린 독에 의해 뇌에 장애가 있다. 메인 서버를 지키기 위해 몸을 아끼지 않으며 동아중공이 붕괴할 때 메인 서버와 시공의 틈으로 들어간다.

#### 즈루
인간으로 키가 작은 종족이며 치료자이다. 연인 스테조우가 죽고나서 강한 여인으로 변한다.

## 출판 목록

### 단행본
일본 원본 만화의 단행본은 코단샤(Kodansha)에서 발행되었다.
- Blame! #01 (1998/06) ISBN 4-06-314182-9
- Blame! #02 (1998/12) ISBN 4-06-314194-2
- Blame! #03 (1999/08) ISBN 4-06-314218-3
- Blame! #04 (2000/03) ISBN 4-06-314235-3
- Blame! #05 (2000/09) ISBN 4-06-314251-5
- Blame! #06 (2001/03) ISBN 4-06-314263-9
- Blame! #07 (2001/10) ISBN 4-06-314277-9
- Blame! #08 (2002/04) ISBN 4-06-314289-2
- Blame! #09 (2002/12) ISBN 4-06-314310-4
- Blame! #10 (2003/09) ISBN 4-06-314328-7

- Blame! #01 (1999/12/03) 세주문화
- Blame! #02 (1999/12/03) 세주문화
- Blame! #03 (1999/10/04) 세주문화
- Blame! #04 (2000/05/19) 세주문화
- Blame! #05 (2000/11/08) 세주문화
- Blame! #06 (2001/04/30) 세주문화
- Blame! #07 (2001/12/24) 세주문화
- Blame! #08 (2002/02/21) 세주문화
- Blame! #09 (2003/03/19) 세주문화
- Blame! #10 (2003/12/06) 세주문화

### 화보집
- Blame! and so on 弐瓶勉 画集 ISBN 4-06-364528-2
- BLAME학원 and so on ISBN 978-4-06-314531-1

### 애니메이션 DVD
- Blame (2003/10/24)
- プロローグ・オブ・BLAME!フィギュア付きDVD (Killy) (2007년 9월 7일)
- プロローグ・オブ・BLAME!フィギュア付きDVD (Sana-kan) (2007년 9월 7일)

## 참고 자료
- 작가 니헤이 쓰토무의 팬 사이트